# قائمة البعثات الدبلوماسية في جزر كوك

خريطة البعثات الدبلوماسية في جزر كوك
جزر كوك
الدول التي لديها سفارة في جزر كوك
الدول التي لديها سفارة غير مقيمة في جزر كوك

هذه قائمة البعثات الدبلوماسية في جزر كوك. على الرغم من أن جزر كوك هي الدولة ذات الصلة من نيوزيلندا ، فإنه يحافظ على علاقات دبلوماسية مع 52 دولة. في الوقت الحاضر، تستضيف عاصمة Avarua بعثتين. بالإضافة إلى ذلك ، هناك سفارات معتمدة لدى جزر كوك وتقيم خارج الدولة. هم في كانبيرا، سوفا و يلينغتون .

## السفارات / المفوضيات العليا

### آواروآ
- أستراليا (المفوضية العليا )[1]
- نيوزيلندا (المفوضية العليا )[2]

## السفارات غير المقيمة
- بلجيكا (كانبرا)[3]
- تشيلي (ويلينغتون)[4]
- الصين (ويلينغتون)[5]
- كوبا (ويلينغتون)[6]
- جمهورية التشيك (كانبرا)[7]
- فيجي (سوفا)[8][9]
- فرنسا (ويلينغتون)[10][11]
- ألمانيا (ويلينغتون)[12]
- الكرسي الرسولي (ويلينغتون)[13]
- الهند (سوفا)[14][11][note 1]
- إسرائيل (ويلينغتون)[16]
- إيطاليا (ويلينغتون)[17]
- اليابان (ويلينغتون)[18]
- ماليزيا (ويلينغتون)[19][11]
- هولندا (ويلينغتون)[20]
- النرويج (كانبرا)[21]
- فلسطين (كانبرا)[22]
- الفلبين (ويلينغتون)[23]
- البرتغال (كانبرا)[4]
- جنوب إفريقيا (كانبرا)[24]
- كوريا الجنوبية (Wellington)[25][11]
- إسبانيا (ويلينغتون)[26]
- سويسرا (ويلينغتون)[27]
- تركيا (ويلينغتون)[28]

## القنصليات الفخرية
- فرنسا
- ألمانيا
- اليابان
- إسبانيا